# الکس برنال
الکس برنال (انگلیسی: Álex Bernal؛ زادهٔ ۳ مارس ۱۹۹۱) بازیکن فوتبال اهل اسپانیا است.
از باشگاه‌هایی که در آن بازی کرده‌است می‌توان به باشگاه فوتبال میراندس، باشگاه فوتبال اوئسکا، باشگاه فوتبال رئال بتیس، باشگاه فوتبال لگانس، و باشگاه فوتبال گرانادا اشاره کرد.